# Комбург

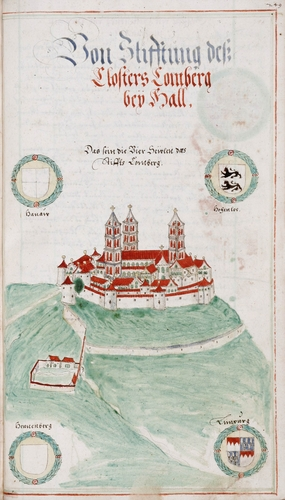
Вигляд монастира у XVI столітті

Комбург або Ґросскомбург — колишній бенедиктинський монастир поблизу міста Швабський Галль, на півночі землі Баден-Вюртемберг (Німеччина).

## Історія
Абатство заснували 1078 року графи Комбург-Ротенбурги на місці свого замку у Вюрцбургській єпархії і граф Букхард став ченцем. Перші ченці прибули до монастиря з Браувайлера, що на Рейні, а між 1086 і 1088 роками абат був запрошений з Гірзау, і, таким чином, монастир приєднався до Гірзауерської реформи. Разом із графською родиною абатство також підтримували й сусіди. Наприклад, майнцький міністеріал Віґнанд надав монатирю настільки великі володіння, що він уважається другим його засновником.
Після періоду розквіту, який позначився будівництвом значної кількості споруд, у XIII ст. почався період значного економічного спаду, який 1326 року привів до розпродажу частини майна. Це супроводжувалось суперечками між конвентом та абатом з приводу використання монастирського майна. До другої половини XIV ст. почалось поступове економічне піднесення монастира, але економічний розквіт супроводжувався послабленням орденських правил.
Фогтство над монастирем належало родині графів-засновників, аж до її припинення. З 1138 року за нього почали боротись Штауфени, а після них, починаючи з 1254 року Шенкен фон Лімбурги. Попри це абатство успішно відбивало намагання різних родин здобути над ним владу і підлягало фогтству імператора. У 1318–1319 роках воно було передано імперському місту Швабіш-Халль, а 1484 року, як імперський лен єпископу Вюрцбурга, який, у свою чергу, надав статус підфогтів родині Шенкен фон Лімбург.

### Колегіальне згромадження
Через те, що більшість ченців Комбурга належали до дворянства, реформаторські зусилля бенедиктинського ордену у XV ст. наштофхувались на протидію з їхнього боку. Конвент відновився приймати недворян та зробити правила чернечого співжиття суворішими. На протидію цьому та при підтримці єпископа Вюрцбургського монастир перетворюється на колегіальне згромадження регулярних каноників (нім. Kollegiatstift). У XVI ст., за пробста Еразмуса Нейстеттері (1551–1594), пробство переживає новий період економічного розквіту.
Під час Тридцятирічної війни відбулась епізодична відміна пробства разом із даруванням його королем Густавом II Адольфом Бернарду Шаффальцькому фон Мукенделлю. У правління пробста Вільгельма Ульріха фон Ґуттенберґа (1695–1736) було побудоване Нове Деканство та перебудована у стилі бароко монатирська церква, що раніше була романською. Монастир було секуляризовано 1803 року, а його володіння перейшли до Вюртемберга.

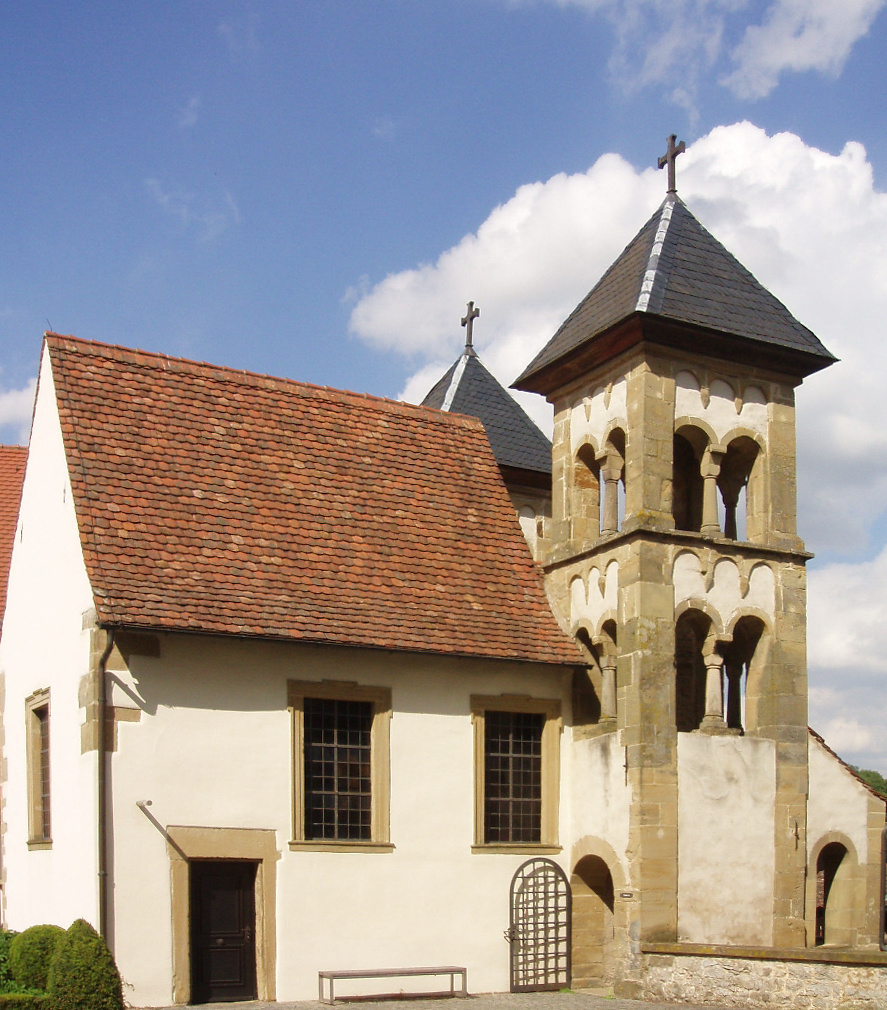
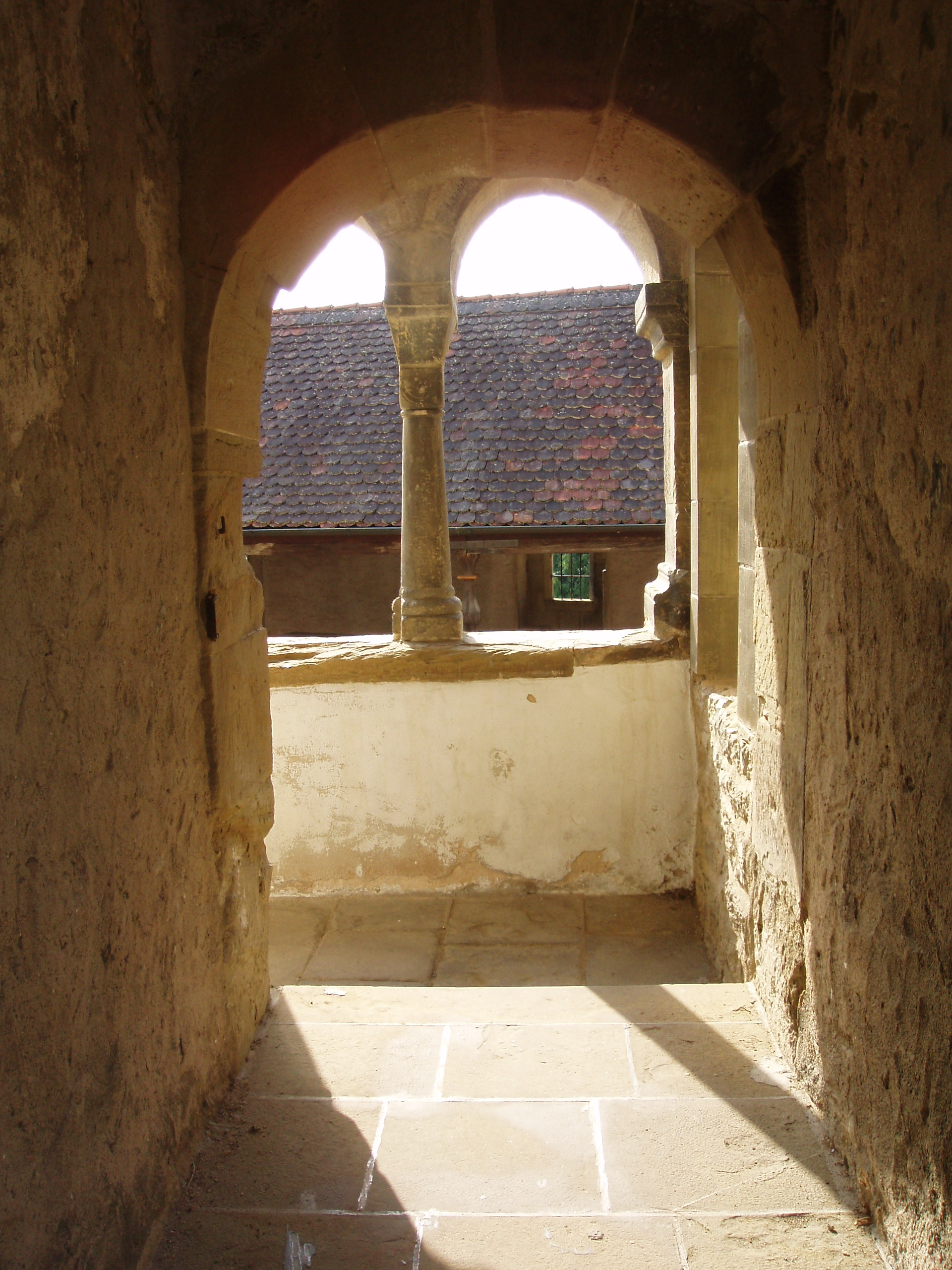
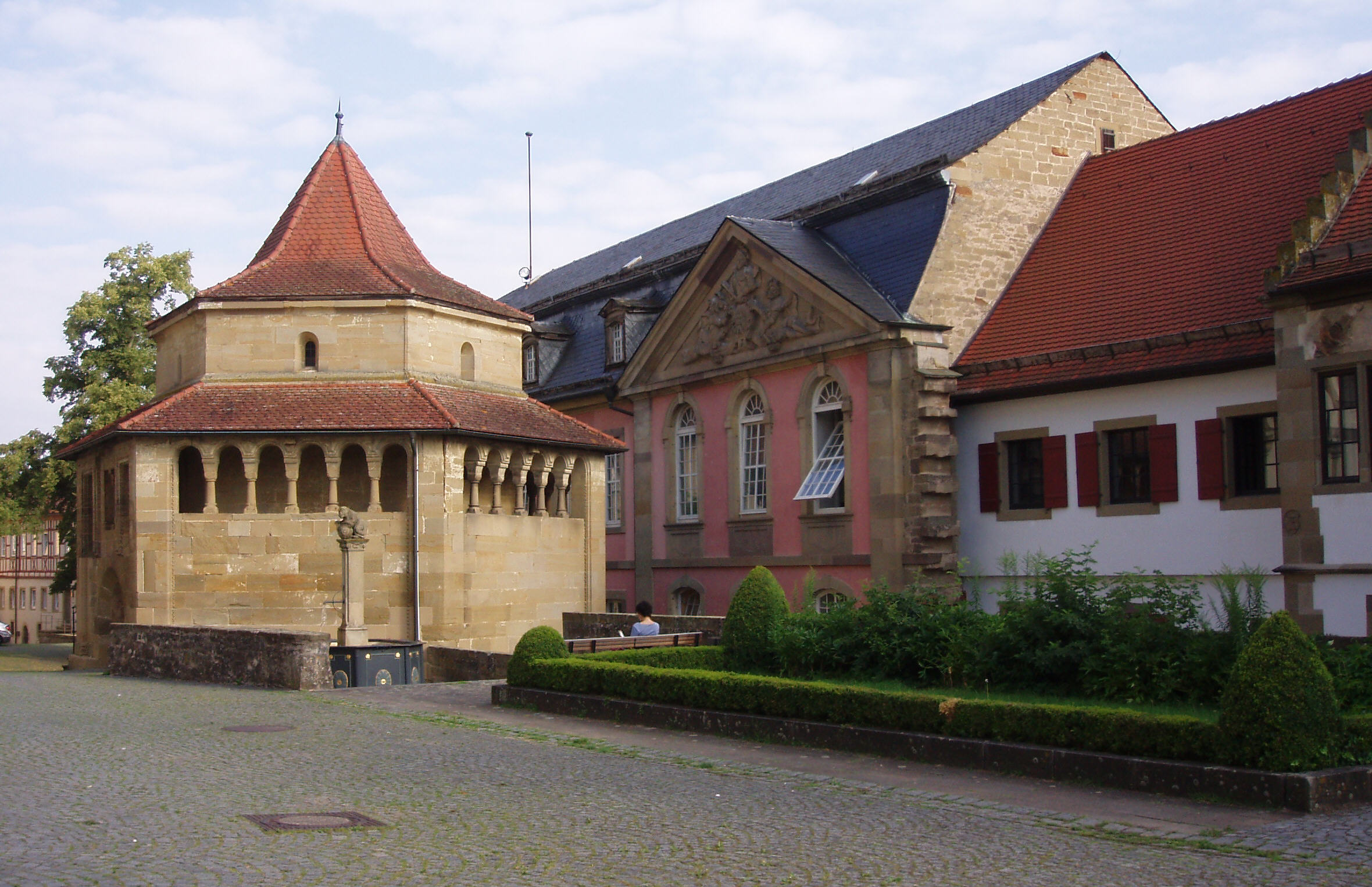
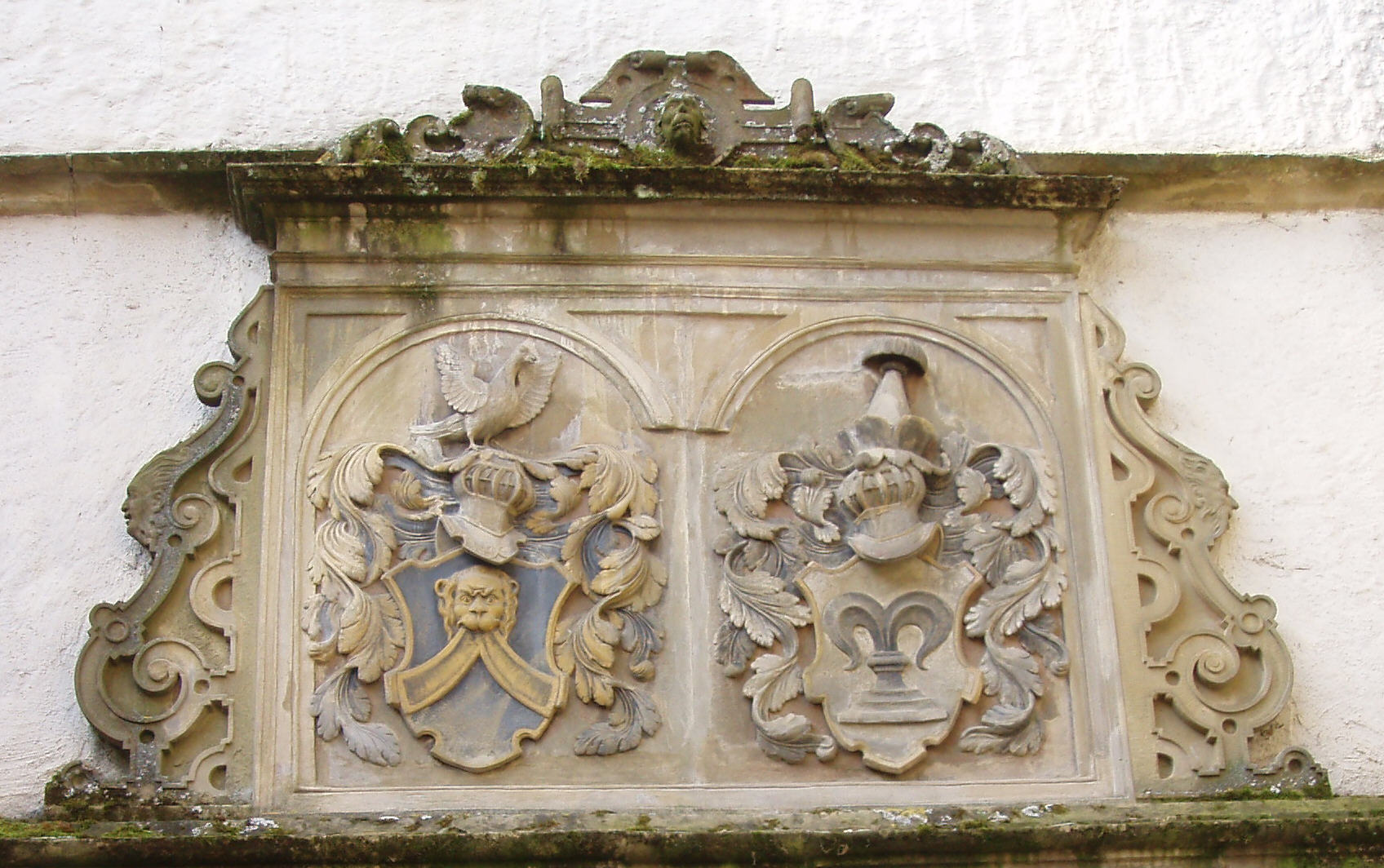